# Natolin Kiernoski
Natolin Kiernoski – wieś w Polsce położona w województwie łódzkim, w powiecie łowickim, w gminie Kiernozia.
| SIMC    | Nazwa            | Rodzaj    |
| ------- | ---------------- | --------- |
| 0566954 | Kochanków        | część wsi |
| 0566960 | Polanka          | część wsi |
| 0566977 | Stanisławów      | część wsi |
| 0566983 | Wioska Kiernoska | część wsi |

W latach 1975–1998 miejscowość administracyjnie należała do województwa płockiego.